# Éco-cité de Tianjin

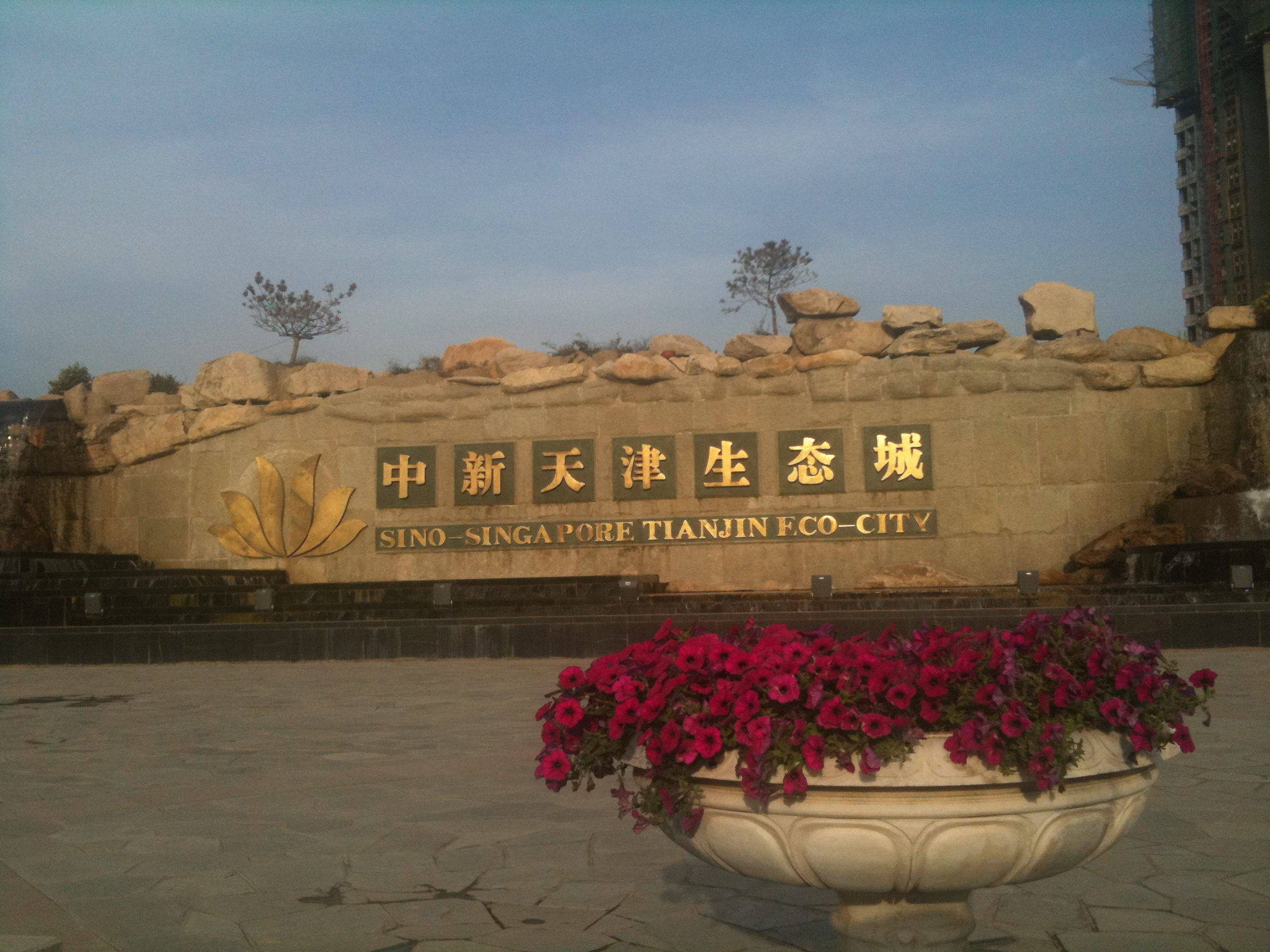

L'éco-cité de Tianjin est un projet de ville nouvelle écologiste, situé au nord de Binhai New Area. Elle est le fruit de la collaboration entre les gouvernements de Chine et de Singapour, dont le but est de développer une ville respectueuse de l'environnement et qui préserve les ressources naturelles. Le projet a été lancé en 2007 et fait figure de test pour le gouvernement chinois, qui fait face à de graves problèmes environnementaux.

## Vue d'ensemble
Conçue pour être pratique, réplicable, et évolutive, l'éco-cité de Tianjin démontre la détermination des deux pays dans le traitement de sujets comme la protection de l'environnement, la préservation des énergies et des ressources, ainsi que le développement durable. Elle s'impose aussi comme un modèle à suivre pour d'autres villes chinoises.
Le gouvernement singapourien a mis en place un comité ministériel en 2011 afin d'accroître la coordination et le soutien au sein de ses organismes pour le projet – preuve de l'importance de celui-ci pour Singapour.
Une fois achevée en 2020, l'éco-cité de Tianjin devrait accueillir autour de 350 000 habitants.

## Localisation
Le gouvernement central chinois a mis en place deux critères principaux pour choisir la localisation de la ville : le territoire devait présenter des terres non arables (afin de préserver les terres agricoles) et se trouver dans une zone de pénurie d’eau. L'éco-cité est située à 40 km du centre de la ville de Tianjin et à 150 km de Pékin. Le site est également à 10 km du quartier principal de la Tianjin Binhai New Area et la partie Sud est seulement à 10 minutes en voiture de la Tianjin Economic-Technological Development Area (TEDA).

## Caractéristiques principales
Des espaces verts seront dispersés dans toute la ville. Étant située dans une zone de très faibles précipitations, l'Éco-cité tirera une grande partie de ses réserves en eau de sources inhabituelles comme des ressources d'eau dessalée. 
Une gestion des déchets sera mise en œuvre dans l'Éco-cité, et une attention particulière sera portée aux réduction, réutilisation, et recyclage de ces déchets. Un système de voie ferroviaire, complété par réseau secondaire de trams et de bus sera le principal mode de transport au sein de l'Éco-cité, ce qui permettra de réduire les émissions de carbone.
L'harmonie sociale sera également une des caractéristiques principales de l'Éco-cité. Elle fera aussi de sorte à subvenir aux besoins des personnes âgées et des personnes handicapées. Les espaces publics et sociaux seront à proximité des domiciles afin de donner l'opportunité aux résidents d’interagir les uns avec les autres.
Le développement de l'Éco-cité se fera cependant dans le respect de l'héritage local. Le profil du Grand Canal, vieux de mille ans, sera maintenu et les deux villages au sein du site de l'Éco-cité seront conservés grâce à une réutilisation adaptée et des réparations partielles de ceux-ci.

## Indicateurs clé de performances
Il y a pour l'Éco-cité de Tianjin un total de 26 indicateurs clé de performances (IPC). Ces indicateurs ont été établis à l'aide de normes chinoises et singapouriennes mais aussi de normes internationales. 
Quelques-uns de ces IPC sont listés ci-dessous : 
Qualité de l'air ambiant – La qualité de l'air de l'Éco-cité doit correspondre à celle moyenne de la Chine au moins 310 jours par an.
Qualité de l'eau de robinet – L'eau de tous les robinets doit être potable.
Émission de carbone par unité de PIB – L'émission de carbone par unité de PIB ne devrait pas surpasser les 150 tonnes-C pour 1 million de dollars.
Proportion de bâtiments verts – Tous les bâtiments de l'éco-cité devraient remplir les standards d'écoconstruction.
Les transports verts – Au moins 90 % des transports faits au sein de l'éco-cité devraient se faire à l'aide de transports verts d'ici 2020. Les transports verts sont les modes de transports non motorisés comme le vélo, le tram ou encore la marche.
Accessibilité – L'éco-cité devrait être 100 % accessible.
Proportion de logements sociaux abordables – Au moins 20 % des logements dans l'éco-cité devraient être sous forme de logements subventionnés.
Utilisation d'énergies renouvelables – L'utilisation d'énergies renouvelables devrait remplir au moins 15 % des énergies utilisées au sein de l'éco-cité d'ici 2020. D'autres sources d'énergies renouvelables pourraient aussi être incluses comme l'énergie géothermique, l'énergie solaire ou encore l'hydroélectricité.
Utilisation d'eau provenant de sources non traditionnelles – Au moins 50 % de l’approvisionnement en eau de l'éco-cité devrait se faire par des sources non traditionnelles comme le recyclage d'eau de pluie.
La création de nouveaux emplois – Suffisamment d'emplois devraient être créés pour au moins 50 % des résidents à l'intérieur de l'éco-cité afin de minimiser les trajets entre le lieu de travail et le lieu de domicile.

## Sources
- (en) Cet article est partiellement ou en totalité issu de l’article de Wikipédia en anglais intitulé « Sino-Singapore Tianjin Eco-city » (voir la liste des auteurs).

- http://www.metropolitiques.eu/L-eco-cite-de-Tianjin-innovations.html